# Stradivari Duca di Alcantara
Lo Stradivari Duca di Alcantara è un violino costruito da Antonio Stradivari di Cremona, in Italia, nel 1732. Nel 1929 fu acquistato da un collezionista negli Stati Uniti e successivamente donato all'Università della California a Los Angeles . Uno studente dell'università ha smarrito il violino nel 1967 e lo strumento è scomparso per 27 anni. È riapparso quando è stato portato in riparazione e nel 1995 l'UCLA ha citato in giudizio con successo per la proprietà.

## Provenienza

### Storia antica
La leggenda narra che lo strumento prendesse il nome da un nobile spagnolo del 18º secolo che veniva chiamato il «Duca di Alcantara». Lo strumento sarebbe stato anche di proprietà di Napoleone I di Francia all'inizio del XIX secolo. Il violino fu di proprietà di Albert Caressa più tardi nel XIX secolo. Lo vendette dal suo negozio di Parigi a un collezionista, Erich Lachmann di Berlino. Nel 1925 Lachmann vendette lo strumento al Dr. Steiner-Schweitzer, un collezionista in Svizzera. Nel 1929 lo Stradivarius fu acquistato da Rudolph Wurlitzer a New York e successivamente trasferito in una delle sue proprietà a Cincinnati. Nel 1945, il violino fu venduto a Ilya Schkolnik, il nuovo primo violino della Orchestra Sinfonica di Baltimora. Alla fine degli anni '50 si è trasferito a Los Angeles e lo strumento fu venduto al petroliere Milton Vedder. Morì poco dopo e sua moglie, Genevieve Vedder, lo donò nel 1961 al dipartimento di musica dell'Università della California a Los Angeles (ora La Scuola di Musica Herb Alpert d'UCLA). Professore di violino e musicologia, Marrocco Thomas, si esibì sullo Stradivari fino al 1967.

### Furto
A metà del 1967, lo strumento fu prestato a David Margetts, uno studente laureato e secondo violinista del Feri Roth String Quartet all'UCLA. Lo strumento era custodito in una doppia custodia con un violino di Ansaldo Poggi degli anni '50, ed archi di François Tourte e Markus Fischer. Durante la sera del 2 agosto 1967, lo Stradivarius scomparve mentre Margetts stava facendo la spesa a Pasadena dopo una prova a Hollywood. Margetts ha dichiarato che non sapeva se ha posizionato la custodia degli strumenti sopra la sua macchina e se ne è andato, o se è stata rubata dall'interno del suo veicolo. Margetts ha inviato avvisi ai banchi dei pegni e alla polizia, ma non ha ricevuto informazioni sull'ubicazione del violino. Nadia Tupica, la proprietaria di un negozio di musica locale e un'insegnante di spagnolo in pensione, ha affermato di aver scoperto lo Stradivari in una doppia custodia sul lato di una rampa di accesso all'autostrada più tardi quel mese. Tupica ha ricordato di essersi fermata per strada per raccogliere quello che pensava fosse un bambino abbandonato, che si è invece rivelato essere una custodia di violino. Tupica morì nel 1978, e il doppio caso con lo Stradivari passò al suo nipote Jefferson Demarco. Come parte del caso di risoluzione del divorzio di Demarco alla fine del 1993, il violino è stato assegnato alla sua ex moglie, Teresa Salvato, una violinista dilettante chi viveva a Riverside.
Poco dopo aver preso possesso del violino nel gennaio 1994, Salvato prestò lo Stradivari al suo insegnante Michael Sand che lo portò a Joseph Grubaugh a Petaluma per la manutenzione. Grubaugh ha cercato il violino in un catalogo dell'American Federation of Violin and Bow Makers e ha scoperto che era un vero Stradivari ed era contrassegnato come rubato dall'UCLA. Grubaugh telefonò immediatamente all'UCLA. Dopo che le riparazioni dello strumento sono state completate, Grubaugh ha restituito lo strumento a Sand che lo ha poi restituito a Salvato, ma sono iniziate immediatamente le discussioni tra gli avvocati assunti dall'UCLA e Salvato. Dopo mesi in cui Salvato ha ignorato le vostre chiamate, gli agenti di polizia del campus sono apparsi a casa sua nel maggio 1994 e hanno minacciato di arrestarla. Per evitare l'arresto o la rinuncia al violino, Salvato è rimasta per mesi isolata nella sua casa e una volta ha alloggiato in un albergo. Il 14 ottobre, gli avvocati dell'UCLA hanno ottenuto un'ingiunzione per costringere Salvato a rivelare l'ubicazione del violino, ma invece è stato deciso che avrebbe consegnato lo strumento al Fowler Museum dell'UCLA dove sarebbe rimasto non suonato fino a quando la Corte superiore della contea di Los Angeles non avesse deciso chi è il proprietario. Pochi giorni dopo, il 17 ottobre, il violino è stato autenticato e inviato al museo.

### Recupero
Più di un anno dopo, il 1 ° dicembre 1995, è stato stabilito in tribunale che lo Stradivari insieme al Poggi e agli archi mancanti sarebbero stati restituiti all'UCLA e Salvato avrebbe ricevuto un pagamento di 11.500 dollari. Più tardi, nello stesso mese, Alexander Treger, primo violino della Filarmonica di Los Angeles e anche professore dell'UCLA, si è esibito al violino in un recital privato presso la residenza del cancelliere dell'UCLA. Al momento dell'insediamento, si stimava che il Duca di Alcantara avesse un valore di almeno 800.000 dollari USA.
Il Duca di Alcantara di solito rimane rinchiuso in un caveau del Fowler Museum dell'UCLA. Negli ultimi anni, i vincitori dell'All Star Concerto Competition della UCLA Philharmonia e dell'Atwater Kent String Concerto Competition hanno la possibilità di suonare il violino. Come risultato dei tagli al budget, nel 2006 i funzionari dell'università hanno preso in considerazione la vendita del violino, ma i sostenitori hanno impedito con successo che ciò accadesse. Nel 2020, l'UCLA ha ricevuto un secondo violino Stradivari che arriverà nel 2025.

## Strumento
Stradivari creò il Duca di Alcantara intorno all'età di 88 anni. Alcuni esperti affermano che il violino è costruito in modo più goffo rispetto ad alcuni dei suoi primi lavori e si ipotizza che i figli di Stradivari possano averlo aiutato a farne parti. Tuttavia, lo strumento è stato valutato a circa US $ 2.000.000 nel 2014 (equivalent to US$2,290,000 nel 2021).
Sebbene sia noto nei documenti che lo strumento è stato realizzato nel 1732, l'etichetta interna ha la data del 1727, quindi ci sono alcune speculazioni sul fatto che il violino potesse essere un composito o che qualcuno abbia cercato di manomettere l'etichetta originale del violino per alzare il suo prezzo.